# Dicentria sabella
Dicentria sabella är en fjärilsart som beskrevs av Druce 1894. Dicentria sabella ingår i släktet Dicentria och familjen tandspinnare. Inga underarter finns listade i Catalogue of Life.